# Jodie Kidd

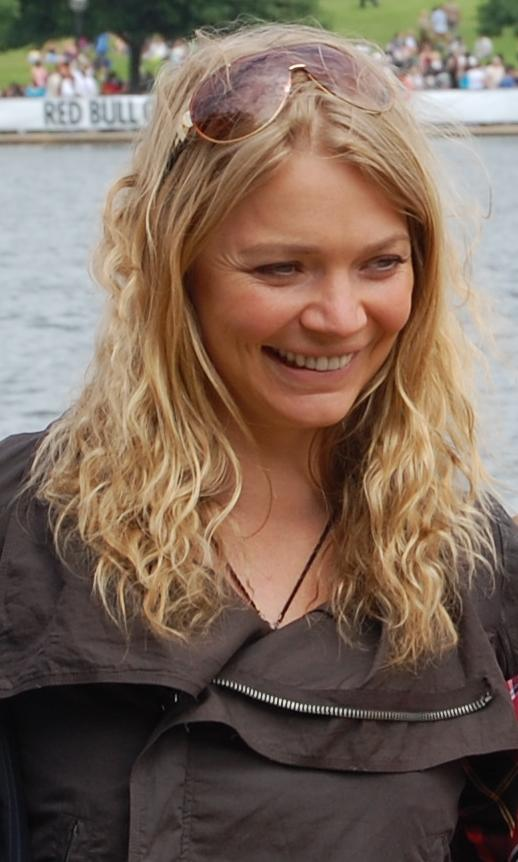
Jodie Kidd auf dem Red Bull Flugtag 2008 in London

Jodie Kidd (* 25. September 1978 in Canterbury, Kent) ist eine britische Schauspielerin, Model und Fernsehpersönlichkeit.

## Biografie

### Leben
Kidds Vater ist der Unternehmer und ehemalige Springreiter John Edward Aitken Kidd, ihre Mutter, Wendy Madeleine Kidd (geb. Hodge), ist die Tochter von Sir John Rowland Hodge, einem Eventmanager. Kidd hat zwei Geschwister: Ihr Bruder Jack Kidd ist ein Polospieler, ihre Schwester Jemma Kidd (* 1974) heiratete im Juni 2005 den Earl of Mornington.
15-jährig wurde Kidd von Terry O’Neill in Barbados entdeckt. Inzwischen ist sie ein international bekanntes Model.
Kidd war mit dem Polospieler Tarquin Southwell liiert. Am 10. September 2005 heiratete sie in der St. Peter-Kirche in Twineham, West Sussex den Internet-Unternehmer Aidan Butler, nachdem sie bereits ein Jahr zusammen waren. Die Ehe hielt allerdings nur 18 Monate. Von Mai 2010 bis Mitte 2013 war sie mit dem argentinischen Polospieler Andrea Vianini verpartnert, am 5. September 2011 wurden sie Eltern eines Sohnes.
Im August 2014 heiratete Kidd David Blakeley, vormaliges Mitglied der British Army und Autor. Sie trennten sich im Januar 2015 und wurden am 1. Mai 2015 geschieden.
Seit 2015 ist Kidd Ko-Präsentatorin von The Classic Car Show des britischen Channel 5.

### Tätigkeit als Model
Mit einer Größe von etwa 1,87 Meter arbeitete Kidd nach ihrer Entdeckung durch Terry O’Neill unter anderem für Chanel, Yves Saint Laurent und Karl Lagerfeld. Sie warb kurzzeitig für Produkte von Chloé und Yves Saint Laurent. Zudem war sie in verschiedenen Zeitschriften auf den Titelseiten zu sehen. Zurzeit ist sie bei der Agentur von Merlin Elite beschäftigt.

### Sonstige Aktivitäten
Kidd ist aktive Polospielerin und spielt oft für das Apes Hill Polo-Team in Barbados. Darüber hinaus war sie in vielen TV-Sendungen zu Gast oder gar als Moderatorin aktiv.
Des Weiteren war Kidd zusammen mit James Cracknell Ko-Moderatorin von der Red Bull Air Race World Series für den britischen Channel 4. Zudem war sie gelegentlicher Gast und Reporter bei GMTV. 2003 startete sie die Marie-Curie-Daffodil-Kampagne, um Menschen mit Krebs zu helfen. Ein Jahr später präsentierte sie die Reality-Show The Ultimate Playboy für Sky One.
Als Schauspielerin war Kidd unter anderem 1997 als Lady of the Lake in Prinz Eisenherz und 1999 in einer kleineren Rolle im britischen Film Mad Cows zu sehen. Sie ist regelmäßige Teilnehmerin des Gumball-3000-Autorennens und liebt und fährt schnelle Autos. 2003 erreichte sie als Gast der Autosendung TopGear die bisherige Bestzeit auf dem hauseigenen Testtrack im preisgünstigen Fahrzeug Suzuki Liana. 2014 kam sie bis ins Finale der BBC-Kochshow Celebrity Masterchef.

## Filmografie (Auswahl)
- 1997: Prinz Eisenherz (Prince Valiant)
- 1999: Mad Cows
- 2000: The Fast Show (Fernsehserie, eine Folge)
- 2006: Gumball 3000: Drivin’ Me Crazy